# Brestovec (Nitra)
|  | No s'ha de confondre amb Brestovec (Trenčín). |

Brestovec és un poble i municipi d'Eslovàquia que es troba a la regió de Nitra, al sud-oest del país. El 2022 tenia una població estimada de 481 habitants.

## Història
La primera menció escrita de la vila es remunta al 1327.

## Demografia
| Godina             | 1994 | 2004   | 2014   | 2024   |
| ------------------ | ---- | ------ | ------ | ------ |
| Nombre de persones | 501  | 486    | 504    | 503    |
| Diferència         |      | −2,99% | +3,70% | −0,19% |

| Godina             | 2023 | 2024   |
| ------------------ | ---- | ------ |
| Nombre de persones | 498  | 503    |
| Diferència         |      | +1,00% |